# John J. Bennett
John James Bennett (* 2. März 1894 in New York City; † 4. Oktober 1967 ebenda) war ein US-amerikanischer Soldat, Jurist und Politiker (Demokratische Partei).

## Werdegang
John James Bennett wurde 1894 in der damals noch eigenständigen Stadt Brooklyn geboren und wuchs dort auf. Er besuchte die öffentlichen und die Konfessionsschulen in Brooklyn. Während des Ersten Weltkrieges verpflichtete er sich in der US-Army und diente in Frankreich im 308. Infanterieregiment in der 77. Infanteriedivision. Bennett war später State Commander in der Amerikanischen Legion. Nach dem Ende des Krieges studierte er Jura an der Brooklyn Law School. 1923 machte er dort seinen Abschluss, erhielt dann seine Zulassung als Anwalt und war als Attorney in Brooklyn tätig. Daneben arbeitete er auch als Professor an seiner Alma Mater.
Bei den Wahlen im Jahr 1930 wurde er zum Attorney General von New York gewählt und 1932, 1934, 1936 sowie 1938 wiedergewählt. Er nahm 1938 als Delegierter an der Verfassunggebenden Versammlung von New York teil und 1940 als Delegierter an der Democratic National Convention in Chicago (Illinois). Bei den Wahlen im Jahr 1942 kandidierte er für den Posten als Gouverneur von New York, erlitt aber eine Niederlage gegenüber dem Republikaner Thomas E. Dewey.
Während des Zweiten Weltkrieges diente er in Europa beim Supreme Headquarters Allied Expeditionary Force (SHAEF).
Er war auch Deputy Mayor von New York City, Corporation Counsel von New York City, Chief Justice am Court of Special Sessions und Vorsitzender der New York City Planning Commission.
Bennett verstarb bei sich zuhause in Brooklyn an den Folgen eines Herzinfarkts. Er wurde auf dem Holy Cross Cemetery in Brooklyn beigesetzt.